# 想い出たち〜想い出〜
『想い出たち〜想い出〜』（おもいでたち～おもいで～）は、江戸川コナン（高山みなみ）のシングル。

## 概要
- アニメ『名探偵コナン』の放送開始10周年を記念して発売された。
- 収録曲は、両曲とも高山みなみの曲のカバーである。

## 収録曲
1. 想い出たち〜想い出〜
作詞 - 及川眠子 / 作曲・編曲 - 大野克夫 / 歌：江戸川コナン（高山みなみ）
2. ぼくがいる〜コナンのテーマ〜
作詞 - 阿久悠 / 作曲・編曲 - 大野克夫 / 歌：江戸川コナン（高山みなみ）
3. 想い出たち〜想い出〜 -カラオケ-
4. ぼくがいる〜コナンのテーマ〜 -カラオケ-